# Manfred Hammes
Manfred Hammes (* 19. März 1950 in Trier) ist ein deutscher Journalist, Schriftsteller und Filmemacher mit den Schwerpunkten Kultur- und Literaturgeschichte.

## Leben
Nach dem Studium der Rechtswissenschaft in Köln und einem Volontariat in Heidelberg arbeitete Manfred Hammes als Redakteur und Lektor eines juristisch-technischen Fachverlages. Danach war er Verlagsleiter eines mittelbadischen Tageszeitungsverlages, bevor er als Geschäftsführer einen der großen deutschen Corporate Publishing Verlage aufbaute. Von 2005 bis 2016 war Hammes Geschäftsführer der „Wirtschaftsregion Offenburg/Ortenau“ (WRO). Die WRO (heute Nectanet) koordinierte Öffentlichkeitsarbeit und Standortmarketing für den Ortenaukreis und weitere 50 Städte und Gemeinden.

## Werke
- Hexenwahn und Hexenprozesse, S. Fischer Verlag, Frankfurt 1977
- Die Amazonen. Vom Mutterrecht und der Erfindung des gebärenden Mannes, S. Fischer Verlag, Frankfurt 1981
- Im Tal der Loire: Ein literarischer Reisebegleiter, Suhrkamp/Insel, Frankfurt 2007
- Erzähl mir vom Süden, eine literarische Reise durch die Provence, das Languedoc und entlang der Côte d’Azur, Wunderhorn Verlag, Heidelberg 2008
- Aus Schreibstube und Suppentopf (Les Mots à la Bouche I). Ein Dokumentarfilm mit literarisch-kulinarischen Spaziergängen im Languedoc-Roussillon unter Mitwirkung u. a. der Schriftsteller Ysabelle Lacamp, Birgit Vanderbeke und Frédéric Jacques Temple sowie dem Koch Jérôme Nutile. Produziert von Calicot productions, Paris, und TV Sud, Montpellier. Ein Film von Manfred Hammes. Regie Antoine Chosson. Erstausstrahlung 2012
- Himmlische Plätze am Oberrhein: Kippenheimer Haselstaude, Kulturverlag Art und Weise, Schliengen 2013
- Der unsichtbare Kreis: Rilke in Rippold’s Au, Drey Verlag, Gutach 2013
- Literarische und gastronomische Spaziergänge durch Marseille (Les Mots à la Bouche II). Ein Dokumentarfilm mit dem Schwerpunkt der deutschsprachigen Exilliteratur. Unter Mitwirkung u. a. von Alain Chouraqui, Professor am CNRS und Präsident der Stiftung Camp des Milles, Ulrich Fuchs, Programmchef der Europäischen Kulturhauptstadt Marseille-Provence 2013, Sébastien Izzo, Sohn von Jean-Claude Izzo, dem Verfasser der Marseille-Trilogie und Pierre Radvanyi, Sohn von Anna Seghers, Professor für Nuklearphysik am Collège de France. Produziert von Calicot productions, Paris, und TV Sud, Montpellier. Ein Film von Manfred Hammes. Regie Nicolas Pinchinot. Erstausstrahlung 2014
- Hexenprozesse: Ursachen und Verfahrensgrundsätze, Verlag des Historischen Vereins Mittelbaden, 95. Jahrbuch, Offenburg 2015
- Die Entdeckung der Sauberkeit, Meiko Verlag, Offenburg 2017
- Begegnungen/Rencontres der deutsch französischen Art. Mit Zeichnungen von Rainer Ehrt. Editions du Signe, Strasbourg 2019
- Ein Jahrhundert – 1920 bis 2020, Steinmeyer Verlag, Albstadt 2020
- Durch den Süden Frankreichs: Literatur, Kunst, Kulinarik, 3. Auflage, Nimbus Verlag, Wädenswil am Zürichsee 2021
- Deutschland-Frankreich. Aspekte einer ziemlich besten Freundschaft: Mit Wilhelm Hausenstein auf den Spuren von van Gogh und Cézanne, Iudicium Verlag, München 2022
- Kultouren – Grenzenlose Geschichten zwischen Schwarzwald und Vogesen, Oase Verlag, Badenweiler 2023